# Mari Segon
Mari Segon (en llatí Marius Secundus) va ser un governador romà.
L'emperador Macrí li va donar el govern de Fenícia i també va participar en l'administració d'Egipte. Quan es va conèixer la victòria d'Elagàbal va esclatar un tumult en el qual va resultar mort, l'any 218.